# Rock de garatge
El rock de garatge (originalment garage rock en anglès) és una forma senzilla i crua de rock and roll creada per diverses bandes dels Estats Units d'Amèrica a mitjans dels anys seixanta. Inspirats per bandes de la Invasió britànica com The Kinks o The Who, aquests grups tocaven una variació d'aquests estils de música.
El terme "rock de garatge" ve de la percepció que molts dels seus intèrprets eren joves i inexperts, tenien una preparació escassa com a músics i sovint assajaven en un garatge. La música d'aquestes bandes era en general molt menys elaborada que la música que les inspirava, però estava repleta de passió i energia. La major part de les bandes utilitzaven senzilles seqüències d'intervals de quinta i octava atès que els amplificadors de l'època tenien molta distorsió a un volum alt, se sobresaturaven i amb l'ús d'aquestes notes, juntament amb una bateria agressiva i unes lletres empegaloses s'evitava aquest problema.
Centenars de bandes de garatge aparegueren als EUA, però tan sols una minoria —Shadows of Knight, The Count 5, The Seeds, The Standells— van tenir èxit, i la majoria van quedar relegats a l'oblit. De fet, gairebé totes les bandes estaven oblidades a principis dels anys setanta. Encara que el centre dels EUA va produir molts dels exemples més coneguts del rock de garatge, hi havia moltes bandes originàries de la costa oest dels EUA i d'Austràlia, com per exemple Cosmic Psychos.

## Bandes característiques
- The Sonics
- The Music Machine
- 13th Floor Elevators
- Anboy Dukes
- The Barbarians
- Blues Cheer
- The Blues Magoos
- The Chocolate Watchband
- The Count Five
- Dick Dale
- The Eazy Beats
- The Electric Prunes
- The Kingsmen
- The Knickerbockers
- MC5
- Iggy Pop
- ? and the Mysterians
- The Seeds
- The Shadows of Knight
- The Standels
- The Stooges
- The Strangeloves
- Strauberry Alarm Clock
- The Sorrows
- The Chesterfield Kings
- The Fuzztones
- The Fleshtones
- The Creeps
- Yeah Yeah Yeahs
- Kings of Leon
- Jet
- Black Rebel Motorcycle Club
- The White Stripes
- The Vines
- The Hives
- The Strokes